# Stethantyx bernadeteae
Stethantyx bernadeteae är en stekelart som beskrevs av Alfred Byrd Graf 1980. Stethantyx bernadeteae ingår i släktet Stethantyx och familjen brokparasitsteklar. Inga underarter finns listade i Catalogue of Life.